# Montemerano
Montemerano ist eine Fraktion der Gemeinde Manciano in der toskanischen Maremma (Provinz Grosseto) und  ist Mitglied der Vereinigung I borghi più belli d’Italia (Die schönsten Orte Italiens).

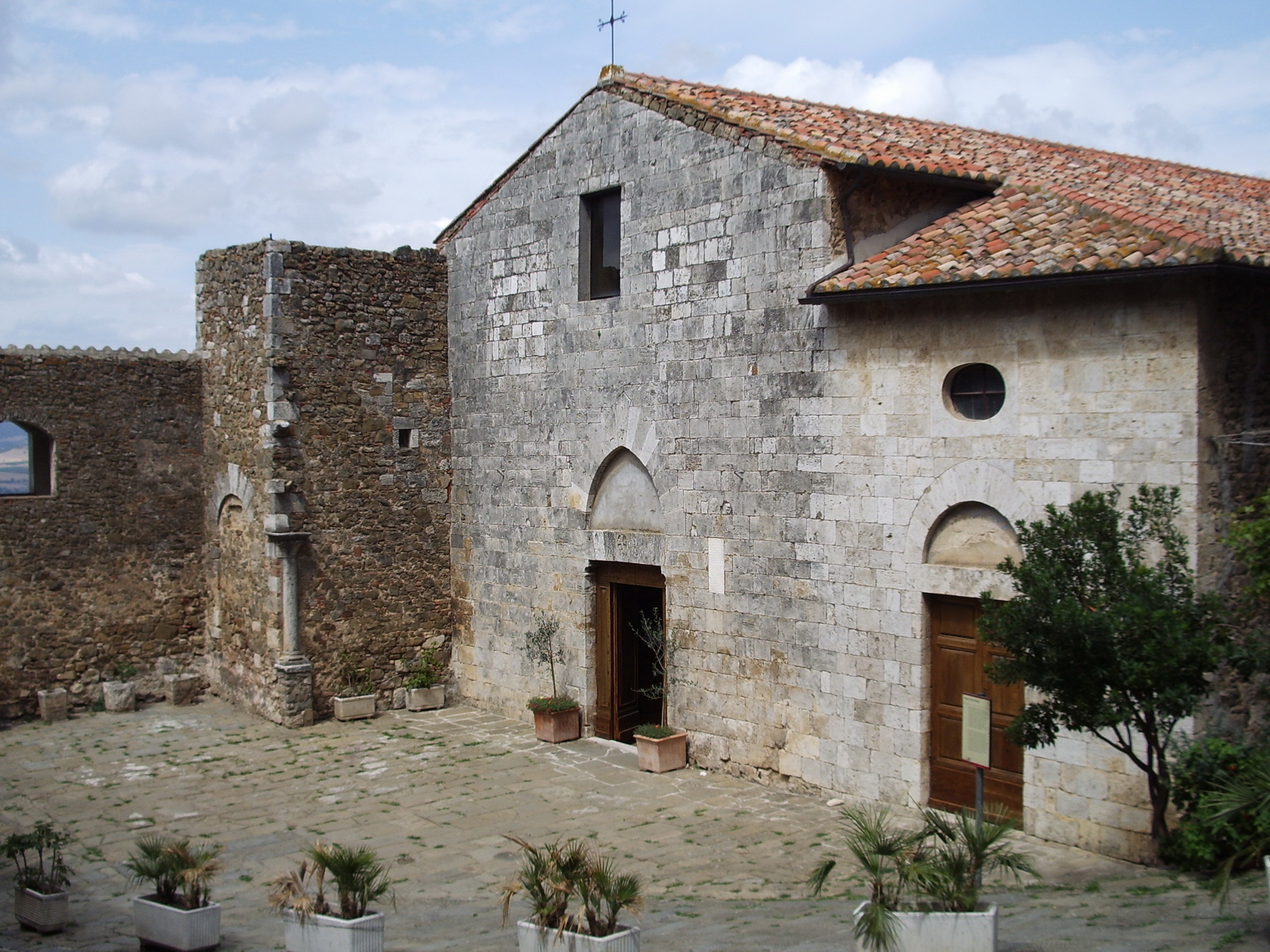
Kirche San Giorgio

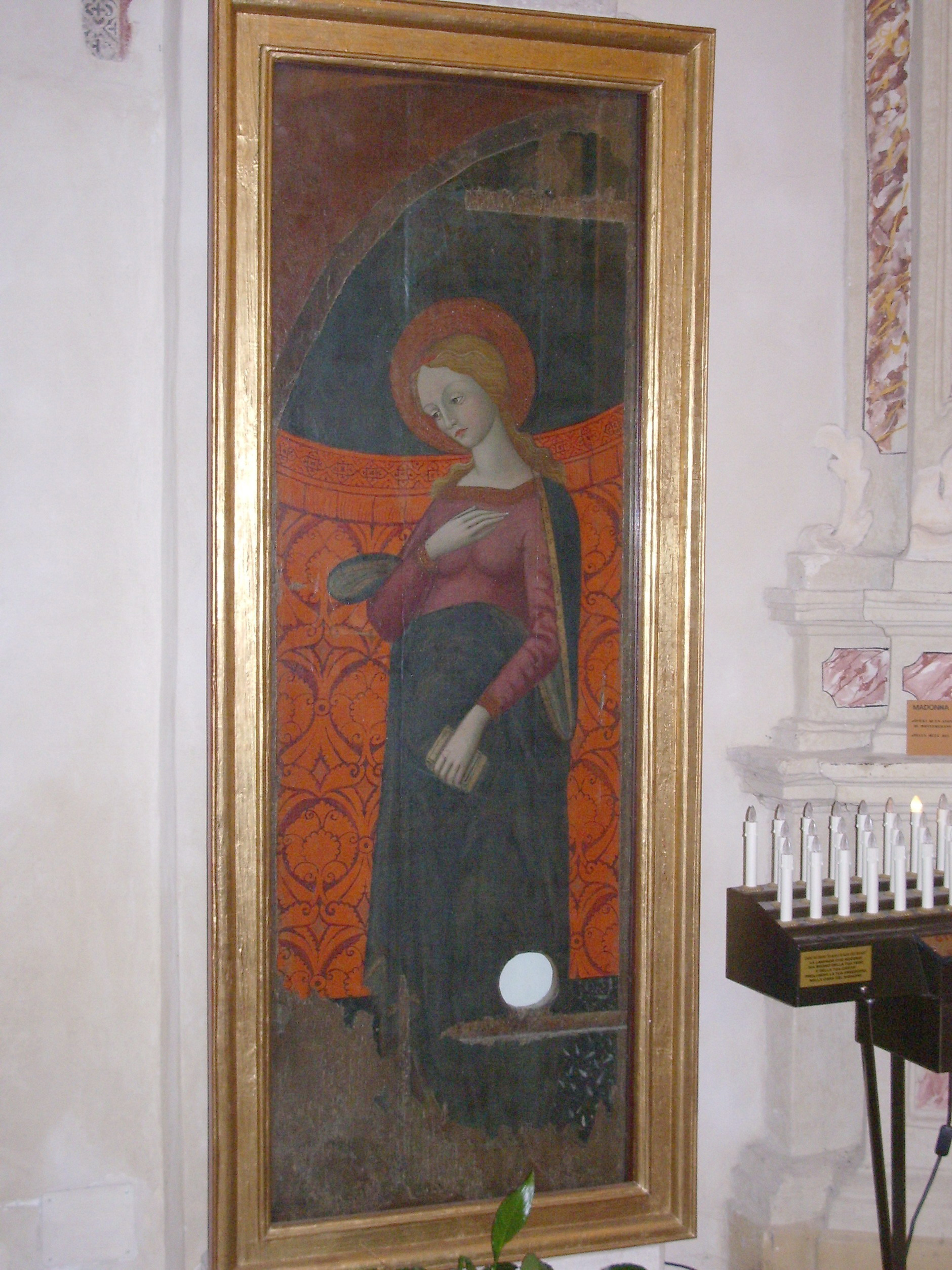
Madonna della Gattaiola

## Geografie
Der Ort liegt etwa 6 km nordwestlich des Hauptortes Manciano und etwa 8 Kilometer südlich von Saturnia im Albegnatal und in der südlichen Maremma. Die Provinzhauptstadt Grosseto liegt 34 Kilometer nordwestlich. Der Ort liegt bei 303 m s.l.m. und hatte 2001 ca. 440 Einwohner. 2011 waren es 487 Einwohner. Damit ist er der Einwohnerstärkste Ortsteil neben dem Hauptort.

## Geschichte
Die erste schriftliche Dokumentation von Montemerano stammt aus dem Jahr 1188 und ist von Papst Clemens III. Seit dem 13. Jahrhundert wurde der Ort von der Familie Aldobrandeschi beherrscht, die ihn als Lehen der Familie der Baschi unterstellte. Die aus Orvieto stammende Familie wechselte im 14. Jahrhundert mehrfach die Seiten zwischen den Aldobrandeschi und den Senesen sowie den Orvietanern, bis im Jahr 1382 Siena den Ort übernahm und ihn zu Festung mit Stadtmauern ausbaute. Nach der Niederlage der Republik Siena 1555 gegen die Republik Florenz fiel der Ort ebenfalls (wie Siena) dem Herzogtum Toskana der Medici zu, allerdings erst 1559, als die exilierten Senesen ihren Schattenstaat nach vier Jahren Widerstand aufgeben müssen. 1783 wurde Montemerano Ortsteil von Manciano. Der mittelalterliche Kern mit Stadtmauer und Stadttoren und der Burg sowie Häusern aus der Renaissance ist weitgehend erhalten.

## Sehenswürdigkeiten
- Chiesa della Madonna del Cavalluzzo, Kirche aus dem 15. Jahrhundert außerhalb der Stadtmauern.
- Chiesa di San Giorgio, Kirche aus dem Jahr 1380, die nach Erweiterungsarbeiten 1430 neu konsekriert wurde, und in deren Innerem einige Fresken und Tafelbilder zu bewundern sind, darunter die so genannte „Madonna della Gattaiola“ im Chorgestühl, die dem Künstler mit dem Notnamen Maestro di Montemerano zugeschrieben wird. In vergangenen, weniger kunstliebenden Zeiten wurde dieses Werk als Tor zu einem Getreidespeicher benutzt; derart zweckentfremdet sägte man ein Loch für die Katze (=gatta) in die Tür/das Bild, daher der Name „della Gattaiola“. Zudem finden sich weitere Werke seneser Künstler in der Kirche, wie Lorenzo di Pietro, meist nur Il Vecchietta genannt, der hier die Werke San Pietro (Holzfigur, um 1450 entstanden) und Madonna della Mandorla (Fresko, zugeschrieben) hinterließ. Von Sano di Pietro ist ein Triptychon (Madonna con il bambino e santi, 1458 entstanden) vorhanden.